# Киријак II Цариградски
Киријак II Цариградски је био 34-ти патријарх Цариграда у периоду од 595.–606. године и први који је узео титулу васељенски патријарх. Претходно је био свештеник велике цркве у Цариграду (Ускршња хроника, стр. 378).
Након његовог избора за патријарха цариградског, Папа Гргур II је примио посланике који су носили синодска писма о његовом постављењу, делимично ненамерно нарушавајући мир у цркви, а делом и због поштовања које је имао према Киријаку, али га је у свом одговору упозорио на грех јер је изазвао поделе у цркви, указујући на употребу титуле васељенског патријарха, јер се Гргур сматрао "универзалним" или чак "искључивим" папом и патријархом .
Киријак није присуствовао Гргуровим богослужењима како не би користио своју титулу, па је папа Гргур о томе писао и цару Маврикију, објашњавајући му да не може дозволити богослужитељима да остану и служе заједно са Киријаком док не добије ту титулу. У каснијим писмима он упоређује употребу титуле са грехом Антихриста, јер су обоје показала духовност са незаконитим поносом (Грегор Еп. 28, 30). У писму Анастасију Синаиту, који му је писао да спречи нарушавање мира између цркава, Гргур је бранио своју позицију на основу тога што је Киријак починио неправду према свим другим патријарсима, узимајући ту титулу и подсећајући Анастасија да су у Цариграду раније били не само јеретици, већ и расколници. Он се такође противи употреби титуле због вишеструких разлога (Еп. 24). Упркос свему овоме, Киријак је био чврсто убеђен да задржи, и сазвао је сабор са жељом да он одобри његово коришћење. Гргур је 599. године написао писмо Еузебију Солунском и неким другим епископима да је сазнао да ће ускоро сазвати сабор у Цариграду и позвао их да не буду одлучни и да одбијају признавање тог насилног дела.
Киријак је вероватно делио непопуларност цара Маврикија, што је довело до његове смене и смрти 
Киријак је умро 606. године и сахрањен је у Цркви Св. Апостола у Цариграду. Саградио је цркву посвећену Богородици у улици у Цариграду, званој Ђакониса,